# Hermann von Dewitz
Hermann Ulrich Otto von Dewitz (* 29. November 1854 in Wussow, Pommern; † 18. November 1939 in Kassel) war Offizier, Rittergutsbesitzer und Mitglied des Deutschen Reichstags (1893–1907).

## Leben
Hermann von Dewitz war der Sohn des Otto von Dewitz (1805–1881) und der Ottilie, geb. von Dewitz (1818–1901). Er erhielt Privatunterricht im elterlichen Hause und gehörte von 1866 bis 1871 dem Kadettenkorps in Potsdam und Berlin an. Zwischen 1871 und 1882 war er Offizier im Leib-Grenadier-Regiment „König Friedrich Wilhelm III.“ (1. Brandenburgisches) Nr. 8. Von  1882 bis 1883 war er Oberleutnant im 1. Hannoverschen Infanterie-Regiment Nr. 74, bevor er seinen Abschied aus Gesundheitsrücksichten nahm. 1884 erwarb er Schönhagen und war seitdem Landwirt, sowie seit 1886 Amtsvorsteher. 1890, 1893 und 1902 war er Mitglied der pommerschen Provinzial-Synode, außerdem Mitglied des Kreis-Synodalvorstands und der Kreis-Synode. Mitglied des Kreistags des Kreises Naugard war er seit 1896. Er war Ehrenritter des Johanniterordens. Ab 1912 war er im Vorstand des Deutschen Wehrvereins und ab 1919 im Vorstand des Berliner Nationalklubs.
Von 1893 bis 1907 war er Mitglied des Deutschen Reichstags für den Wahlkreis Regierungsbezirk Stettin 6 (Naugard, Regenwalde) und die Deutschkonservative Partei. Zwischen 1895 und 1918 war er auch Mitglied des Preußischen Abgeordnetenhauses für den Wahlkreis Stettin 5 (Naugard – Regenwalde).

## Schriften
- Von Bismarck bis Bethmann. Innerpolitische Rückblicke eines Konservativen. Berlin 1918